# Maratus nemo
Espèce
Maratus nemo est une espèce d'araignées aranéomorphes de la famille des Salticidae.

## Distribution

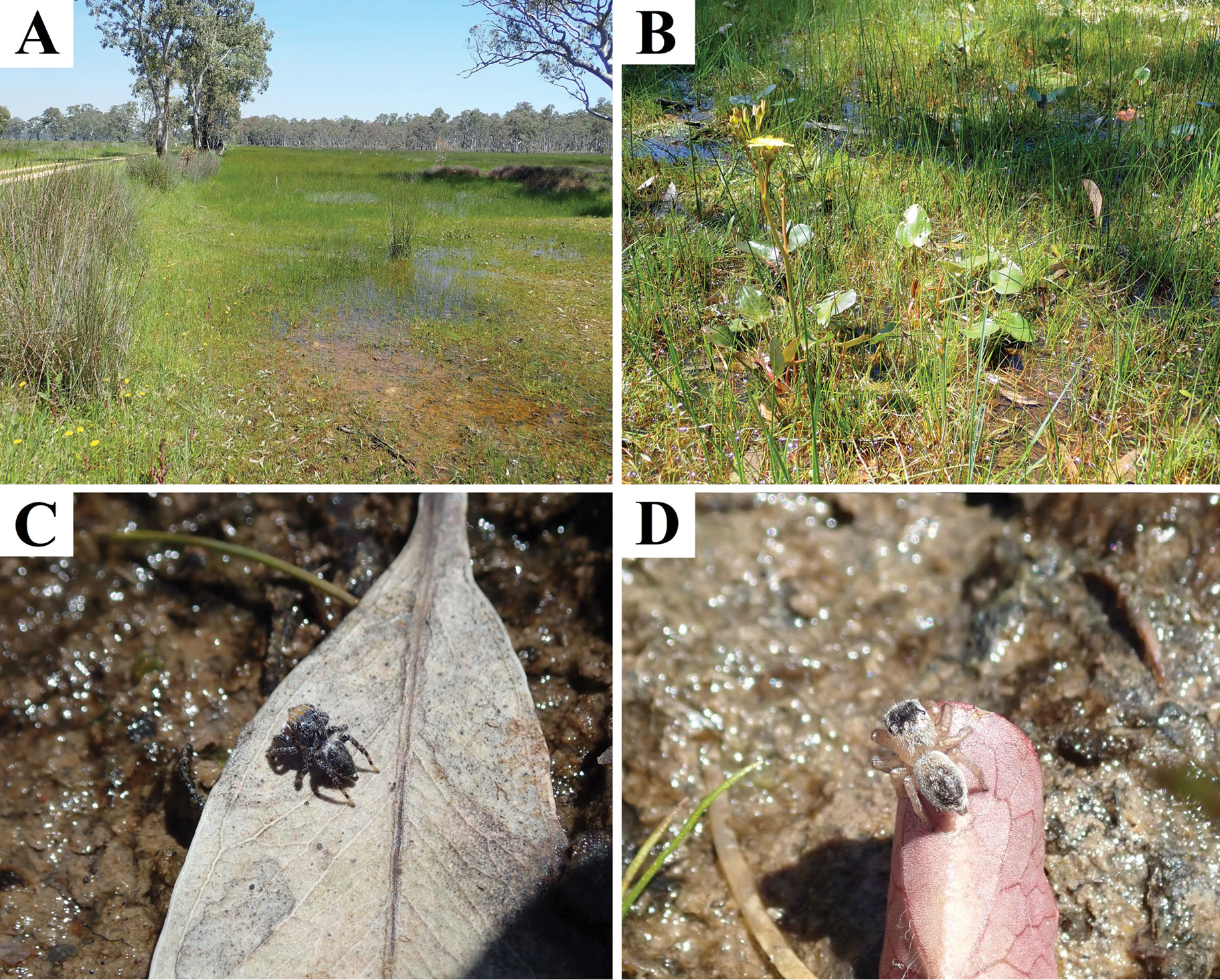
Habitat

Cette espèce est endémique d'Australie-Méridionale. Elle se rencontre vers Mount Burr et Nangwarry.

## Habitat
Cette espèce se rencontre dans des zones humides éphémères avec une végétation marécageuse en eau peu profonde.

## Description
Les mâles mesurent de 4,10 à 4,25 mm et la femelle 5,12 mm.

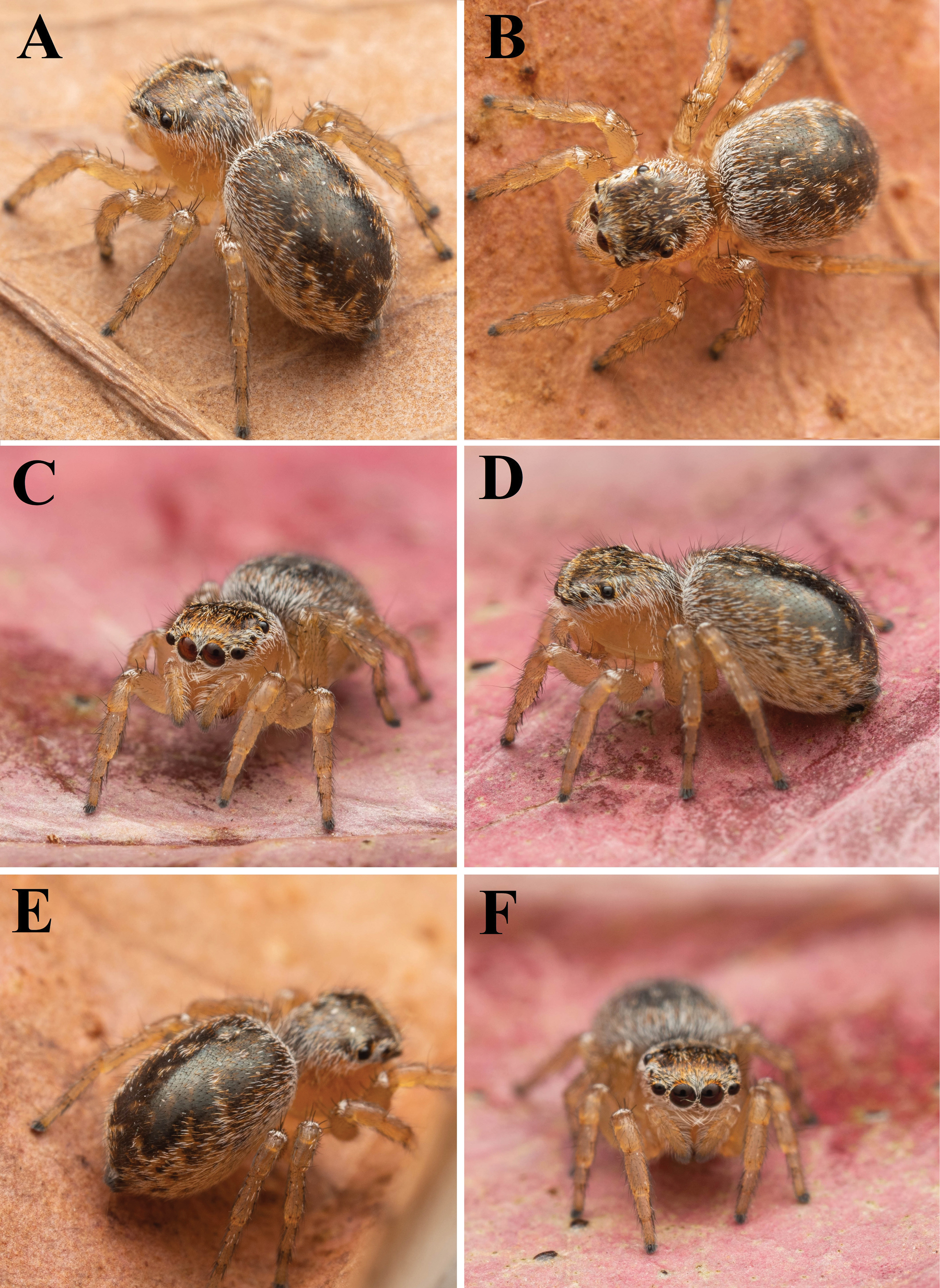
Maratus nemo ♀

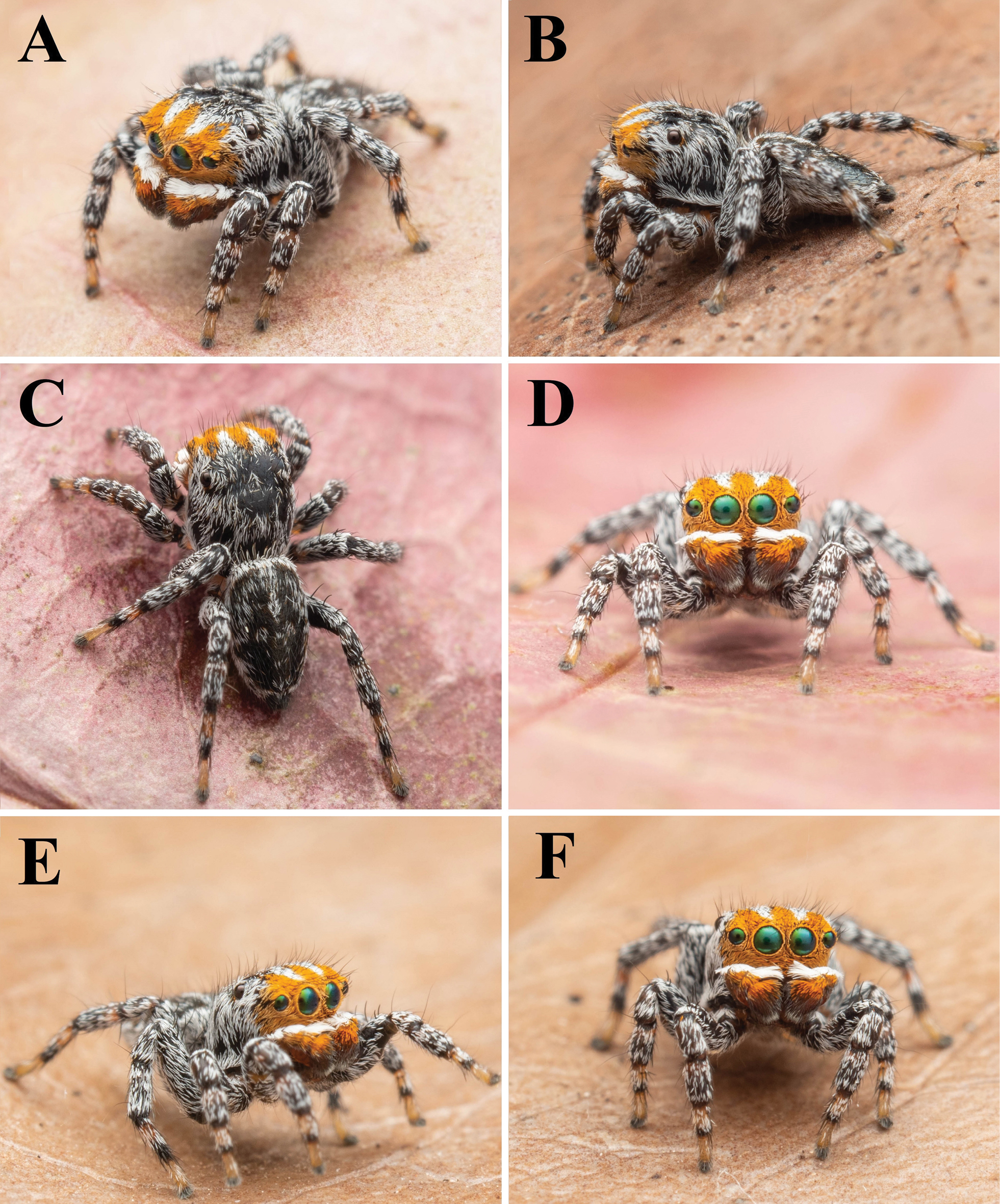
Maratus nemo ♂

Les mâles se distinguent par des couleurs intenses sur l'abdomen. Ces attributs serviraient à attirer les femelles lors de la saison de reproduction.

## Reproduction
Comme d'autres espèces de Maratus, le mâle pratique une parade nuptiale. Quand ils veulent impressionner les femelles, ils font vibrer leur abdomen en agitant leur troisième paire de jambes en même temps.
Si la partenaire n’aime pas la danse, elle mange le partenaire. Seuls les meilleurs danseurs auront une progéniture.

## Systématique et taxinomie
Cette espèce a été décrite par Shubert en 2021.

## Étymologie
Cette espèce a été nommée en raison de sa couleur orange vif et de ses rayures blanches, qui ne sont pas sans rappeler Nemo, le poisson-clown héros du dessin animé Pixar Le Monde de Nemo.

## Publication originale
- (en) Shubert, « Maratus nemo: a new wetland species of peacock spider from South Australia (Araneae, Salticidae, Euophryini », Evolutionary Systematics, vol. 5, no 1,‎ 2021, p. 71-80.